# Halichoeres penrosei
Halichoeres penrosei é uma espécie de peixe recifal da família Labridae, endêmica da costa do Brasil. Descrita por Edwin Chapin Starks em 1913, é uma espécie comum em recifes rochosos e de coral, conhecida por seu comportamento e coloração distintas que variam entre as fases de vida.

## Descrição morfológica
Halichoeres penrosei é um peixe de pequeno porte, atingindo um comprimento máximo de aproximadamente 12 centímetros. A espécie apresenta um notável dicromatismo sexual.
A fase inicial (composta por fêmeas e juvenis) possui uma coloração de fundo esbranquiçada ou amarelada, com duas listras longitudinais escuras (marrons ou pretas) bem definidas. Uma listra se estende do focinho, passando pelo olho até a base da cauda, e a outra, paralela, corre mais abaixo.
A fase terminal (machos) exibe uma transformação de cor radical. O corpo torna-se predominantemente verde, com as escamas bordadas por tons de rosa ou laranja. A cabeça desenvolve linhas alaranjadas e a parte anterior da nadadeira dorsal apresenta uma mancha preta proeminente. Assim como outros labrídeos, são capazes de se enterrar no substrato arenoso para se proteger durante a noite ou em situações de perigo.

## Distribuição e habitat
A espécie é endêmica do Atlântico Sul Ocidental, ocorrendo exclusivamente ao longo da costa brasileira, desde o estado do Maranhão até Santa Catarina, incluindo a Ilha da Trindade.
Habita recifes rochosos e de corais em profundidades que variam de águas rasas até 30 metros. É comumente encontrado em áreas de topo e cristas de recifes, onde busca por alimento e abrigo entre as rochas e corais.

## Biologia e ecologia

### Alimentação
Halichoeres penrosei é um carnívoro que se alimenta de pequenos invertebrados bentônicos. Sua dieta consiste principalmente de crustáceos (como anfípodes e copépodes), moluscos, gastrópodes e poliquetas, que são capturados no substrato recifal.

### Comportamento e reprodução
É uma espécie diurna, geralmente solitária ou encontrada em pares. Indivíduos de Halichoeres penrosei já foram observados realizando comportamento de limpeza esporádico, removendo ectoparasitas de outros peixes, uma interação ecológica importante no ambiente recifal.
A reprodução segue o padrão hermafrodita protogínico, comum na família Labridae, onde os indivíduos nascem fêmeas e podem se transformar em machos dominantes, que defendem haréns. A desova é pelágica, com ovos e larvas se dispersando nas correntes marinhas.

## Importância econômica
Halichoeres penrosei não é alvo da pesca para consumo humano. No entanto, sua coloração atraente o torna uma espécie de interesse para o comércio de peixes ornamentais marinhos. Sua captura para aquariofilia, se não manejada de forma sustentável, pode representar uma ameaça para as populações locais.

## Estado de conservação
A União Internacional para a Conservação da Natureza (IUCN) classifica Halichoeres penrosei como Pouco Preocupante. Esta avaliação se deve à sua distribuição por quase toda a costa brasileira e por ser uma espécie relativamente comum em seus habitats. Contudo, a degradação de recifes de coral e rochosos e a coleta excessiva para o mercado de aquários são consideradas ameaças potenciais que necessitam de monitoramento.